# Гранки-Куты
Гранки-Куты (укр. Гранки-Кути) — село в Новороздольской городской общине Стрыйского района Львовской области Украины.
Население по переписи 2001 года составляло 845 человек. Почтовый индекс — 81652. Телефонный код — 03261.